# Дех-Сар (Астане-Ашрафіє)
Дех-Сар (перс. دهسر) — село в Ірані, у дегестані Кіяшахр, у бахші Кіяшахр, шагрестані Астане-Ашрафіє остану Ґілян. За даними перепису 2006 року, його населення становило 541 особу, що проживали у складі 157 сімей.

## Клімат
Середня річна температура становить 14,46 °C, середня максимальна – 28,30 °C, а середня мінімальна – -0,41 °C. Середня річна кількість опадів – 1193 мм.
| Клімат поселення                              | Клімат поселення | Клімат поселення | Клімат поселення | Клімат поселення | Клімат поселення | Клімат поселення | Клімат поселення | Клімат поселення | Клімат поселення | Клімат поселення | Клімат поселення | Клімат поселення | Клімат поселення |
| Показник                                      | Січ.             | Лют.             | Бер.             | Квіт.            | Трав.            | Черв.            | Лип.             | Серп.            | Вер.             | Жовт.            | Лист.            | Груд.            |                  |
| Середній максимум, °C                         | 8,59             | 9,16             | 11,85            | 17,55            | 21,85            | 25,70            | 28,30            | 28,14            | 25,02            | 20,93            | 16,24            | 11,95            |                  |
| Середня температура, °C                       | 4,09             | 4,66             | 7,36             | 13,05            | 17,36            | 21,19            | 24,18            | 24,02            | 20,91            | 16,80            | 12,12            | 7,84             |                  |
| Середній мінімум, °C                          | −0,41            | 0,16             | 2,86             | 8,53             | 12,86            | 16,69            | 20,06            | 19,90            | 16,78            | 12,67            | 8,00             | 3,70             |                  |
| Норма опадів, мм                              | 115              | 94               | 87               | 46               | 47               | 33               | 32               | 63               | 139              | 216              | 180              | 141              |                  |
| Середньомісячна швидкість вітру, м/с          | 2.40             | 2.50             | 2.44             | 2.40             | 2.35             | 2.51             | 2.68             | 2.30             | 2.11             | 2.17             | 2.00             | 2.15             |                  |
| Середньомісячна сонячна радіація, кДж/м²·день | 6894             | 8975             | 10929            | 15432            | 19605            | 21603            | 22278            | 18842            | 15316            | 10687            | 8530             | 6596             |                  |
| --------------------------------------------- | ---------------- | ---------------- | ---------------- | ---------------- | ---------------- | ---------------- | ---------------- | ---------------- | ---------------- | ---------------- | ---------------- | ---------------- | ---------------- |
| Джерело:                                      |                  |                  |                  |                  |                  |                  |                  |                  |                  |                  |                  |                  |                  |